# Zakiyatou Oualett Halatine
Zakiyatou Oualett Halatine, née le 15 septembre 1956 à Goundam, est une femme politique malienne. Elle a notamment été ministre de l'Artisanat et du Tourisme de 2000 à 2002.

## Biographie
Zakiyatou Oualett Halatine obtient en 1982 un Master en sciences en technologie industrielle à l'Institut polytechnique de Kiev.
Elle est ingénieure, auteure de plusieurs ouvrages relatifs à la société, la culture touarègue et la situation politique au Mali.
Elle travaille en tant que fonctionnaire à la direction nationale de l'Hydraulique et de l'Énergie de 1982 à 1984, puis travaille pour le  Programme des Nations Unies pour le développement. De 1992 à 1998, elle est fonctionnaire internationale au siège de l'Organisation des Nations unies pour le développement industriel à Vienne.
Elle est ministre de l'Artisanat et du Tourisme du 21 février 2000 au 14 juin 2002. 
Après son passage au Ministère, elle travaille au Secrétariat Général de la Présidence et à la Primature. Puis, elle fonde sa propre entreprise de promotion de l'auto-emploi et de création de revenus. Elle développe une méthode reconnue de formation et d'accompagnement qui lui vaut la reconnaissance des partenaires au développement du Mali. Plus tard, l'université de Tromsø en Norvège et l'université Paris 1 Panthéon-Sorbonne l'accueillent en tant que chercheuse.
Une nouvelle rébellion éclate en 2011 au Nord-Mali et un coup d'État militaire se préparant à Bamako. D'origine touarègue, elle est forcée à l'exil après que son domicile, son entreprise et les domiciles d'autres proches ont été pillés par une foule de personnes dont certaines en tenues militaires le 1er février 2012 ; ces exactions sont venues rappeler d’autres subies par ses proches dans les années 1990,. 
En tant que victime, elle a été membre d’une association de victimes des exactions. Ces prises de paroles dans le cadre de cette association de défense des victimes d’exactions et sa lutte contre l’impunité lui ont valu d’être stigmatisée au Mali. 
Elle est membre fondatrice d'associations dont : l'association Femmes de Faladié-SEMA (AFEFAD), Vivre Sur Terre (deux associations qui visent le développement durable au Mali) et les Amis du Musée de la Femme, Musso Kunda (qui vise la promotion de la femme malienne dans sa diversité culturelle, Musée fondé par Mme Konaré Adam Ba, historienne et épouse du président A. O. Konaré).

## Ouvrages de Zakiyatou Oualett Halatine
- (en) Zakiyatou Oualett Halatine, Desert passions : Short stories, Paris, Éditions L'Harmattan, 2020, 180 p. (ISBN 978-2-343-19953-5, lire en ligne)
- Zakiyatou Oualett Halatine, Femmes touarègues dans la tourmente, Alfabarre, 2017
- Zakiyatou Oualett Halatine, Passions du désert, Nouvelles, Editions L'Harmattan[4], 2014, 134 p.  (ISBN 978-2-343-01952-9)
- Zakiyatou Oualett Halatine, Chronique Kal Ansar. Le tambour suspendu : Témoignage de l'Amanokal Mohamed-Elmehdi Ag Attaher Al Ansari, Éditions L'Harmattan, 2015, 248 p. (ISBN 978-2-336-37947-0, lire en ligne)
- Zakiyatou Oualett Halatine, Adages touaregs : Tuareg sayingsi, Éditions L'Harmattan, 2013, 78 p. (ISBN 978-2-336-33026-6, lire en ligne)
- Zakiyatou oualett Halatine, Concept "3P" un atout pour l'entreprenariat au Mali, Editions SERIM - Imprimcolor, Bamako, 2008
- Barbara Fiore a collaboré avec elle pour la rédaction du livre intitulé Fadi Walett Faqqi, Isefran : maladies et soins en milieu touaregs, CRMT/PSMTM, 1993, 62 p.